# Hoplotriclis pallasii
Hoplotriclis pallasii là một loài ruồi trong họ Asilidae. Hoplotriclis pallasii được Wiedemann miêu tả năm 1828. Loài này phân bố ở vùng Cổ Bắc giới.